# Buddhismus na Srí Lance

Jednotlivé šrí lanské oblasti s čísly, které udávají procento populace hlásící se k buddhismu. Data jsou založena na výzkumu z roku 2001, kurzívou psaná čísla pak na výzkumu z roku 1981

Buddhismus na Srí Lance se vyskytuje výhradně v théravádové podobě, ke které se hlásí okolo 70 % obyvatelstva.

## Dějiny buddhismu na Srí Lance
Podle srílanských kronik byl buddhismus na Srí Lanku přinesen Ašókovým synem Mahindou, který sem v průběhu 3. století př. n. l. podnikl misijní cestu v doprovodu dalších několika mnichů. O něco později sem byla přenesena i odnož stromu bódhi. Kolem roku 30 př. n. l. byl na Srí Lance sepsán Pálijský kánon.
Buddhismus na Srí Lance má jednu z nejdelších tradic. Mnišská sangha zde existuje již od dob, kdy sem byl buddhismus zanesen. Během období úpadku byla linie srílanské mnišské obce udržována přes kontakty s barmskou a thajskou sanghou. Buddhismus se časem stal na Srí Lance okrajovou záležitostí. V 19. století zde buddhismus zažil obrodu, také díky pomoci Západních sympatizantů Steel Olcotta a Heleny Petrovny Blavatské.